# Pesquisas eleitorais para a eleição presidencial de 2010 no Brasil
|                   |                 |                 |
| Dilma Rousseff PT | José Serra PSDB | Marina Silva PV |

As pesquisas de opinião para a eleição presidencial brasileira de 2010 começaram ainda em 2008. Os maiores institutos nacionais de pesquisa são o Datafolha, o IBOPE, o Vox Populi e o Sensus. Desde 1 de janeiro de 2010, conforme exigido pela lei eleitoral, todas as pesquisas de intenção de voto devem ser registradas no Tribunal Superior Eleitoral (TSE).

## Quadro geral
A eleição presidencial brasileira de 2010 foi realizada num domingo, 3 de outubro, como parte das eleições gerais no país. No pleito, os cidadãos brasileiros aptos a votar escolheram o sucessor do presidente Luiz Inácio Lula da Silva do Partido dos Trabalhadores. Como nenhum dos candidatos recebeu mais da metade dos votos válidos, um segundo turno foi realizado no dia 31 de outubro. De acordo com a Constituição, o presidente é eleito diretamente pelo povo para um mandato de quatro anos, limitando-se a dois mandatos consecutivos. Lula era inelegível para o pleito, uma vez que tinha sido eleito em 2002 e reeleito em 2006. Esta foi a primeira vez desde o fim da ditadura militar que ele não participou de uma eleição presidencial.

### Candidatos
Desde as primeiras pesquisas de intenção de voto para presidente, o ex-governador de São Paulo José Serra – candidato pelo grupo oposicionista de centro-direita liderado pelo Partido da Social Democracia Brasileira (PSDB) – aparecia à frente de Dilma Rousseff, candidata do bloco governista de centro-esquerda liderado pelo Partido dos Trabalhadores (PT). Dilma, entretanto, conseguiu aumentar sua intenção de votos consideravelmente, ultrapassando Serra na maioria das pesquisas a partir de maio de 2010.
Outro possível candidato do grupo governista de centro-esquerda era o deputado federal Ciro Gomes, do Partido Socialista Brasileiro, que perdeu seu segundo lugar nas pesquisas para Dilma em maio de 2009. Desde então, mantinha uma média de 12% das intenções de voto. Em 27 de abril, o partido dele decidiu desistir de lançar uma candidatura própria a fim de apoiar Dilma. No grupo oposicionista de esquerda, Heloísa Helena do Partido Socialismo e Liberdade (PSOL) era a candidata mais provável, mas teve seu nome retirado das pesquisas após expressar desejo de concorrer a uma vaga no Senado por Alagoas. Plínio de Arruda Sampaio, o candidato do partido dela à presidência, até agora não conseguiu atingir mais de 2% nas pesquisas. Quase simultaneamente, Marina Silva trocou o PT pelo PV para concorrer à presidência. Apesar de ser reconhecida internacionalmente por defender o meio ambiente, ela ainda não conseguiu obter mais de 10% das intenções de voto.

## Pesquisas
Deve ser notado que as pesquisas apresentadas neste artigo excluem os resultados das sondagens espontâneas (na qual cartões com os nomes dos prováveis candidatos não são apresentados aos eleitores entrevistados), devido ao grande número de eleitores que votariam em nomes que não são candidatos na disputa.
Em 30 de setembro, o instituto Vox Populi começou a realizar uma pesquisa do tipo tracking poll, o que significa que serão realizados levantamentos diários até a véspera das eleições. O instituto realizará 2.000 entrevistas diariamente, sendo que um quarto dessa amostra será renovada todos os dias. A margem de erro do levantamento é de 2,2 pontos porcentuais para mais ou para menos. Esse tipo de pesquisa é utilizado há mais de uma década pelas campanhas eleitorais, mas esta é a primeira vez em que foi contratado por veículos de comunicação (a emissora Band e o portal iG) para divulgação pública.
| Data                               | Instituto  | Dilma Rousseff | José Serra | Marina Silva | Ciro Gomes | Heloísa Helena | Outros / Nenhum / Não sabe | Vantagem          |
| ---------------------------------- | ---------- | -------------- | ---------- | ------------ | ---------- | -------------- | -------------------------- | ----------------- |
| 1 de outubro de 2010               | Vox Populi | 48%            | 27%        | 12%          | —          | —              | 13%                        | 21% sobre Serra   |
| 30 de setembro de 2010             | Vox Populi | 49%            | 26%        | 12%          | —          | —              | 13%                        | 23% sobre Serra   |
| 29 de setembro de 2010             | Vox Populi | 49%            | 26%        | 12%          | —          | —              | 13%                        | 23% sobre Serra   |
| 28-29 de setembro de 2010          | Datafolha  | 47%            | 28%        | 14%          | —          | —              | 11%                        | 19% sobre Serra   |
| 28 de setembro de 2010             | Vox Populi | 49%            | 25%        | 12%          | —          | —              | 14%                        | 24% sobre Serra   |
| 27 de setembro de 2010             | Datafolha  | 46%            | 28%        | 14%          | —          | —              | 12%                        | 18% sobre Serra   |
| 27 de setembro de 2010             | Vox Populi | 49%            | 24%        | 13%          | —          | —              | 14%                        | 25% sobre Serra   |
| 26-28 de setembro de 2010          | Sensus     | 47,5%          | 25,6%      | 11,6%        | —          | —              | 15,3%                      | 21,9% sobre Serra |
| 26 de setembro de 2010             | Vox Populi | 49%            | 24%        | 12%          | —          | —              | 15%                        | 25% sobre Serra   |
| 25-26 de setembro de 2010          | Ibope      | 50%            | 27%        | 13%          | —          | —              | 10%                        | 23% sobre Serra   |
| 25 de setembro de 2010             | Vox Populi | 50%            | 23%        | 11%          | —          | —              | 16%                        | 27% sobre Serra   |
| 24 de setembro de 2010             | Vox Populi | 50%            | 24%        | 10%          | —          | —              | 16%                        | 26% sobre Serra   |
| 23 de setembro de 2010             | Vox Populi | 51%            | 24%        | 10%          | —          | —              | 15%                        | 27% sobre Serra   |
| 22 de setembro de 2010             | Vox Populi | 51%            | 24%        | 10%          | —          | —              | 15%                        | 27% sobre Serra   |
| 21-23 de setembro de 2010          | Ibope      | 50%            | 28%        | 12%          | —          | —              | 10%                        | 22% sobre Serra   |
| 21-22 de setembro de 2010          | Datafolha  | 49%            | 28%        | 13%          | —          | —              | 10%                        | 21% sobre Serra   |
| 21 de setembro de 2010             | Vox Populi | 52%            | 25%        | 9%           | —          | —              | 14%                        | 27% sobre Serra   |
| 20 de setembro de 2010             | Vox Populi | 53%            | 23%        | 9%           | —          | —              | 15%                        | 30% sobre Serra   |
| 19 de setembro de 2010             | Vox Populi | 53%            | 24%        | 9%           | —          | —              | 14%                        | 29% sobre Serra   |
| 18 de setembro de 2010             | Vox Populi | 51%            | 24%        | 9%           | —          | —              | 16%                        | 27% sobre Serra   |
| 17 de setembro de 2010             | Vox Populi | 51%            | 23%        | 9%           | —          | —              | 17%                        | 28% sobre Serra   |
| 16 de setembro de 2010             | Vox Populi | 51%            | 23%        | 9%           | —          | —              | 17%                        | 28% sobre Serra   |
| 15 de setembro de 2010             | Vox Populi | 52%            | 22%        | 9%           | —          | —              | 17%                        | 30% sobre Serra   |
| 14-17 de setembro de 2010          | Ibope      | 51%            | 25%        | 11%          | —          | —              | 13%                        | 26% sobre Serra   |
| 14 de setembro de 2010             | Vox Populi | 53%            | 22%        | 8%           | —          | —              | 17%                        | 31% sobre Serra   |
| 13-15 de setembro de 2010          | Datafolha  | 51%            | 27%        | 11%          | —          | —              | 11%                        | 24% sobre Serra   |
| 13 de setembro de 2010             | Vox Populi | 54%            | 22%        | 8%           | —          | —              | 16%                        | 32% sobre Serra   |
| 12 de setembro de 2010             | Vox Populi | 53%            | 23%        | 9%           | —          | —              | 15%                        | 30% sobre Serra   |
| 11 de setembro de 2010             | Vox Populi | 52%            | 23%        | 9%           | —          | —              | 16%                        | 29% sobre Serra   |
| 10-12 de setembro de 2010          | Sensus     | 50,5%          | 26,4%      | 8,9%         | —          | —              | 14,2%                      | 24,1% sobre Serra |
| 10 de setembro de 20102010         | Vox Populi | 53%            | 22%        | 9%           | —          | —              | 16%                        | 31% sobre Serra   |
| 9 de setembro de 2010              | Vox Populi | 53%            | 21%        | 9%           | —          | —              | 17%                        | 32% sobre Serra   |
| 8-9 de setembro de 2010            | Datafolha  | 50%            | 27%        | 11%          | —          | —              | 12%                        | 23% sobre Serra   |
| 8 de setembro de 2010              | Vox Populi | 54%            | 21%        | 9%           | —          | —              | 15%                        | 33% sobre Serra   |
| 7 de setembro de 2010              | Vox Populi | 56%            | 21%        | 8%           | —          | —              | 15%                        | 35% sobre Serra   |
| 6 de setembro de 2010              | Vox Populi | 55%            | 22%        | 8%           | —          | —              | 15%                        | 33% sobre Serra   |
| 5 de setembro de 2010              | Vox Populi | 53%            | 24%        | 8%           | —          | —              | 15%                        | 29% sobre Serra   |
| 4 de setembro de 2010              | Vox Populi | 53%            | 24%        | 8%           | —          | —              | 15%                        | 29% sobre Serra   |
| 3 de setembro de 2010              | Vox Populi | 53%            | 24%        | 8%           | —          | —              | 15%                        | 29% sobre Serra   |
| 2-3 de setembro de 2010            | Datafolha  | 50%            | 28%        | 10%          | —          | —              | 12%                        | 22% sobre Serra   |
| 2 de setembro de 2010              | Vox Populi | 52%            | 24%        | 8%           | —          | —              | 16%                        | 28% sobre Serra   |
| 1 de setembro de 2010              | Vox Populi | 51%            | 25%        | 9%           | —          | —              | 15%                        | 26% sobre Serra   |
| 31 de agosto-2 de setembro de 2010 | Ibope      | 51%            | 27%        | 8%           | —          | —              | 14%                        | 24% sobre Serra   |
| 24-26 de agosto 2010               | Ibope      | 51%            | 27%        | 7%           | —          | —              | 15%                        | 24% sobre Serra   |
| 23-24 de agosto de 2010            | Datafolha  | 49%            | 29%        | 9%           | —          | —              | 13%                        | 20% sobre Serra   |
| 20-22 de agosto de 2010            | Sensus     | 46%            | 28.1%      | 8.1%         | —          | —              | 17.8%                      | 17.9% sobre Serra |
| 20 de agosto de 2010               | Datafolha  | 47%            | 30%        | 9%           | —          | —              | 14%                        | 17% sobre Serra   |
| 12-15 de agosto de 2010            | Ibope      | 43%            | 32%        | 8%           | —          | —              | 17%                        | 11% sobre Serra   |
| 9-12 de agosto de 2010             | Datafolha  | 41%            | 33%        | 10%          | —          | —              | 16%                        | 8% sobre Serra    |
| 7-10 de agosto de 2010             | Vox Populi | 45%            | 29%        | 8%           | —          | —              | 18%                        | 16% sobre Serra   |
| 2-5 de agosto de 2010              | Ibope      | 39%            | 34%        | 8%           | —          | —              | 19%                        | 5% sobre Serra    |
| 31 de julho-2 de agosto de 2010    | Sensus     | 41.6%          | 31.6%      | 8.5%         | —          | —              | 18.3%                      | 10% sobre Serra   |
| 26-29 de julho de 2010             | Vox Populi | 39%            | 34%        | 7%           | —          | —              | 19%                        | 5% sobre Serra    |
| 20-23 de julho de 2010             | Datafolha  | 36%            | 37%        | 10%          | —          | —              | 17%                        | 1% sobre Dilma    |
| 17-20 de julho de 2010             | Vox Populi | 41%            | 33%        | 8%           | —          | —              | 17%                        | 8% sobre Serra    |
| 30 de junho-1 de julho de 2010     | Datafolha  | 38%            | 39%        | 10%          | —          | —              | 12%                        | 1% sobre Dilma    |
| 27-30 de junho de 2010             | Ibope      | 39%            | 39%        | 10%          | —          | —              | 13%                        | 0%                |
| 24-26 de junho de 2010             | Vox Populi | 40%            | 35%        | 8%           | —          | —              | 17%                        | 5% sobre Serra    |
| 19-21 de junho de 2010             | Ibope      | 40%            | 35%        | 9%           | —          | —              | 16%                        | 5% sobre Serra    |
| 31 de maio-3 de junho de 2010      | Ibope      | 37%            | 37%        | 9%           | —          | —              | 17%                        | 0%                |
| 20-21 de maio de 2010              | Datafolha  | 37%            | 37%        | 12%          | —          | —              | 14%                        | 0%                |
| 10-14 de maio de 2010              | Sensus     | 35.7%          | 33.2%      | 8%           | —          | —              | 17.3%                      | 2.5% sobre Serra  |
| 8-13 de maio de 2010               | Vox Populi | 38%            | 35%        | 7%           | —          | —              | 22%                        | 3% sobre Serra    |
| 15-16 de abril de 2010             | Datafolha  | 28%            | 38%        | 10%          | 9%         | —              | 15%                        | 10% sobre Dilma   |
| 13-16 de abril de 2010             | Ibope      | 29%            | 36%        | 8%           | 8%         | —              | 19%                        | 7% sobre Dilma    |
| 5-9 de abril de 2010               | Sensus     | 32.4%          | 32.7%      | 8.1%         | 10.1%      | —              | 16.7%                      | 0.3% sobre Dilma  |
| 30-31 de março de 2010             | Vox Populi | 31%            | 34%        | 5%           | 10%        | —              | 20%                        | 3% sobre Dilma    |
| 25-26 de março de 2010             | Datafolha  | 27%            | 36%        | 8%           | 11%        | —              | 18%                        | 9% sobre Dilma    |
| 6-10 de março de 2010              | Ibope      | 30%            | 35%        | 6%           | 11%        | —              | 18%                        | 5% sobre Dilma    |
| 24-25 de fevereiro de 2010         | Datafolha  | 28%            | 32%        | 8%           | 12%        | —              | 19%                        | 4% sobre Dilma    |
| 6-9 de fevereiro de 2010           | Ibope      | 25%            | 36%        | 8%           | 11%        | —              | 20%                        | 11% sobre Dilma   |
| 25-29 de janeiro de 2010           | Sensus     | 27.8%          | 33.2%      | 6.8%         | 11.9%      | —              | 20.3%                      | 5.4% sobre Dilma  |
| 14-17 de janeiro de 2010           | Vox Populi | 27%            | 34%        | 9%           | 11%        | —              | 19%                        | 7% sobre Dilma    |
| 14-18 de dezembro de 2009          | Datafolha  | 23%            | 37%        | 8%           | 13%        | —              | 19%                        | 14% sobre Dilma   |
| 26-30 de novembro de 2009          | Ibope      | 17%            | 38%        | 6%           | 13%        | —              | 25%                        | 21% sobre Dilma   |
| 23 de novembro de 2009             | Sensus     | 21.7%          | 31.8%      | 5.9%         | 17.5%      | —              | 23.1%                      | 10.1% sobre Dilma |
| 11 de novembro de 2009             | Vox Populi | 19%            | 36%        | 3%           | 13%        | 6%             | 23%                        | 17% sobre Dilma   |
| 8 de setembro 2009                 | Sensus     | 19%            | 39.5%      | 4.8%         | —          | 9.7%           | 27%                        | 20.5% sobre Dilma |
| 18 de agosto de 2009               | Vox Populi | 21%            | 30%        | —            | 17%        | 12%            | 20%                        | 9% sobre Dilma    |
| 16 de agosto de 2009               | Datafolha  | 17%            | 38%        | 3%           | 14%        | 12%            | 18%                        | 21% sobre Dilma   |
| 9 de junho de 2009                 | Ibope      | 18%            | 38%        | —            | 12%        | 7%             | 25%                        | 20% sobre Dilma   |
| 28 de maio de 2009                 | Datafolha  | 16%            | 38%        | —            | 15%        | 10%            | 21%                        | 22% sobre Dilma   |
| 19 de março de 2009                | Datafolha  | 11%            | 41%        | —            | 16%        | 11%            | 21%                        | 25% sobre Ciro    |
| 28 de novembro de 2008             | Datafolha  | 8%             | 41%        | —            | 15%        | 14%            | 21%                        | 26% sobre Ciro    |
| 27 de março de 2008                | Datafolha  | 3%             | 38%        | —            | 20%        | 14%            | 25%                        | 18% sobre Ciro    |